# Afropsipyla pictella
Afropsipyla pictella är en fjärilsart som beskrevs av Boris Ivan Balinsky 1994. Afropsipyla pictella ingår i släktet Afropsipyla och familjen mott. Inga underarter finns listade i Catalogue of Life.